# Departamento de Jericó
El departamento de Jericó es un extinto departamento de Colombia. Fue creado el 5 de agosto de 1908 y perduró hasta el 1 de enero de 1910, siendo parte de las reformas administrativas del presidente de la república Rafael Reyes respecto a división territorial. El departamento duró poco, pues Reyes fue depuesto en 1909 y todas sus medidas revertidas a finales del mismo año, por lo cual las 34 entidades territoriales creadas en 1908 fueron suprimidas y el país recobró la división política vigente en 1905, desapareciendo entonces Jericó como departamento y siendo reunificado el departamento de Antioquia.

## División territorial

Departamentos en los cuales fue subdividida Antioquia en 1908. Jericó en color violeta.

El departamento estaba conformado por las provincias antioqueñas de Suroeste y Fredonia.
Los municipios que conformaban el departamento eran los siguientes, de acuerdo al decreto 916 del 31 de agosto del año 1908:
- Provincia de Suroeste: Jericó (capital), Andes, Caramanta, Bolívar, Concordia, El Carmen, Jardín, Salgar, Támesis y Valparaíso.

- Provincia de Fredonia: Fredonia (capital), Amagá, Angelópolis, Armenia, Heliconia y Titiribí.

Además le correspondían los corregimientos de: Pueblorrico, Venecia y Betania, los cuales debido a su población y riqueza se convirtieron tiempo después en municipios.